# Ponarther Brauerei
Die Ponarther Brauerei war eine Brauerei in Ponarth in Königsberg.

## Geschichte
Johann Philipp Schifferdecker (1811–1887) gründete 1849 in Ponarth eine Bierbrauerei in der Tuchmacherstraße 20–22 und führte dabei das untergärige „bayrische“ Bier ein, das in Ponarth gebraut wurde. 1869 verkauft er die Brauerei an seinen jüngsten Bruder Eduard (1833–1915), der 1871 unweit die Brauerei Schönbusch gründete. Mit dem Erlös kaufte sich Johann Philipp Schifferdecker die Bergheimer Mühle in Heidelberg. Diese existiert als Heidelberg Cement AG noch heute. J.P. Schifferdecker war seit 1878 Mitglied der Loge Zum Todtenkopf und Phoenix.

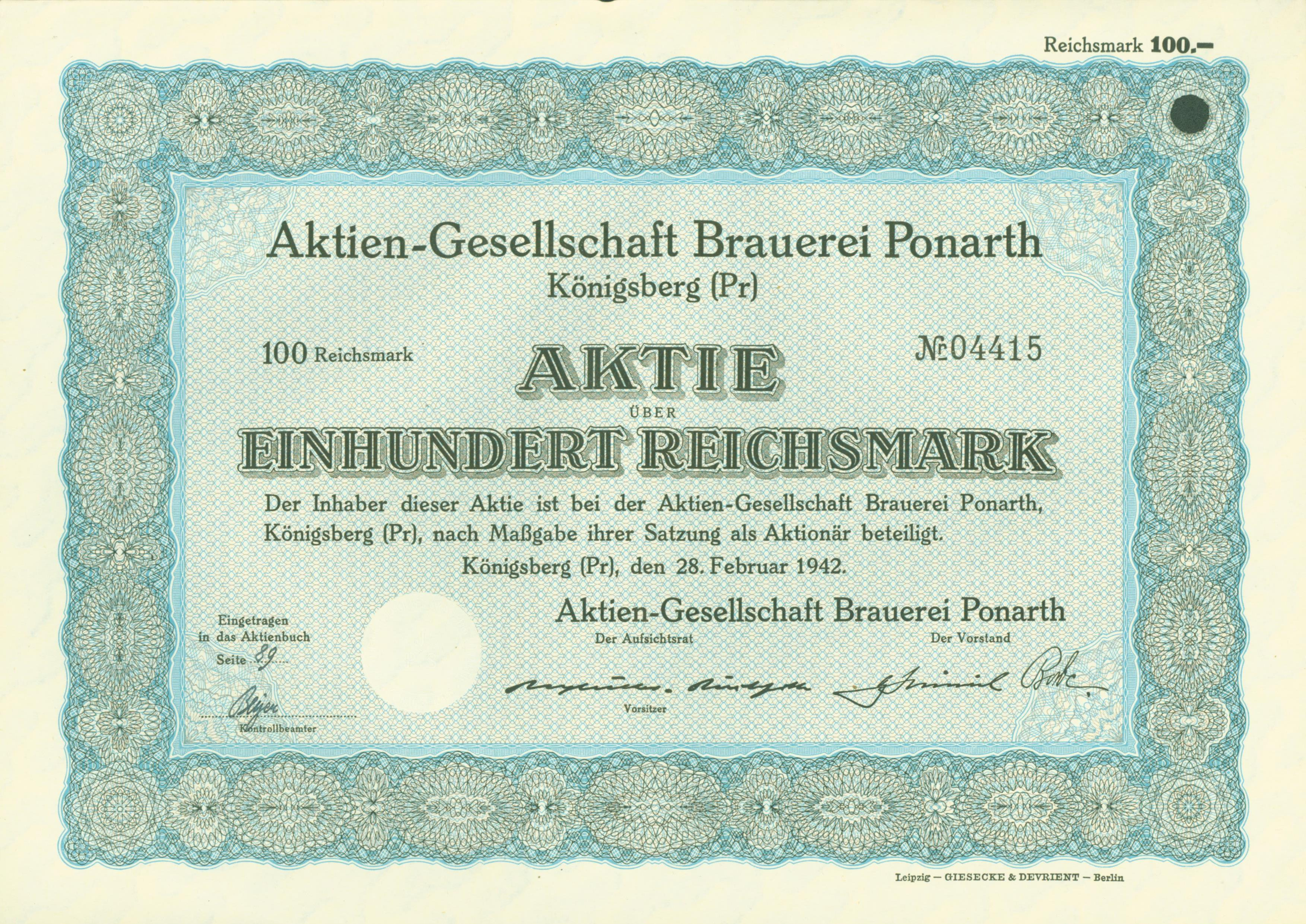
Aktie über 100 RM der AG Brauerei Ponarth vom 28. Februar 1942

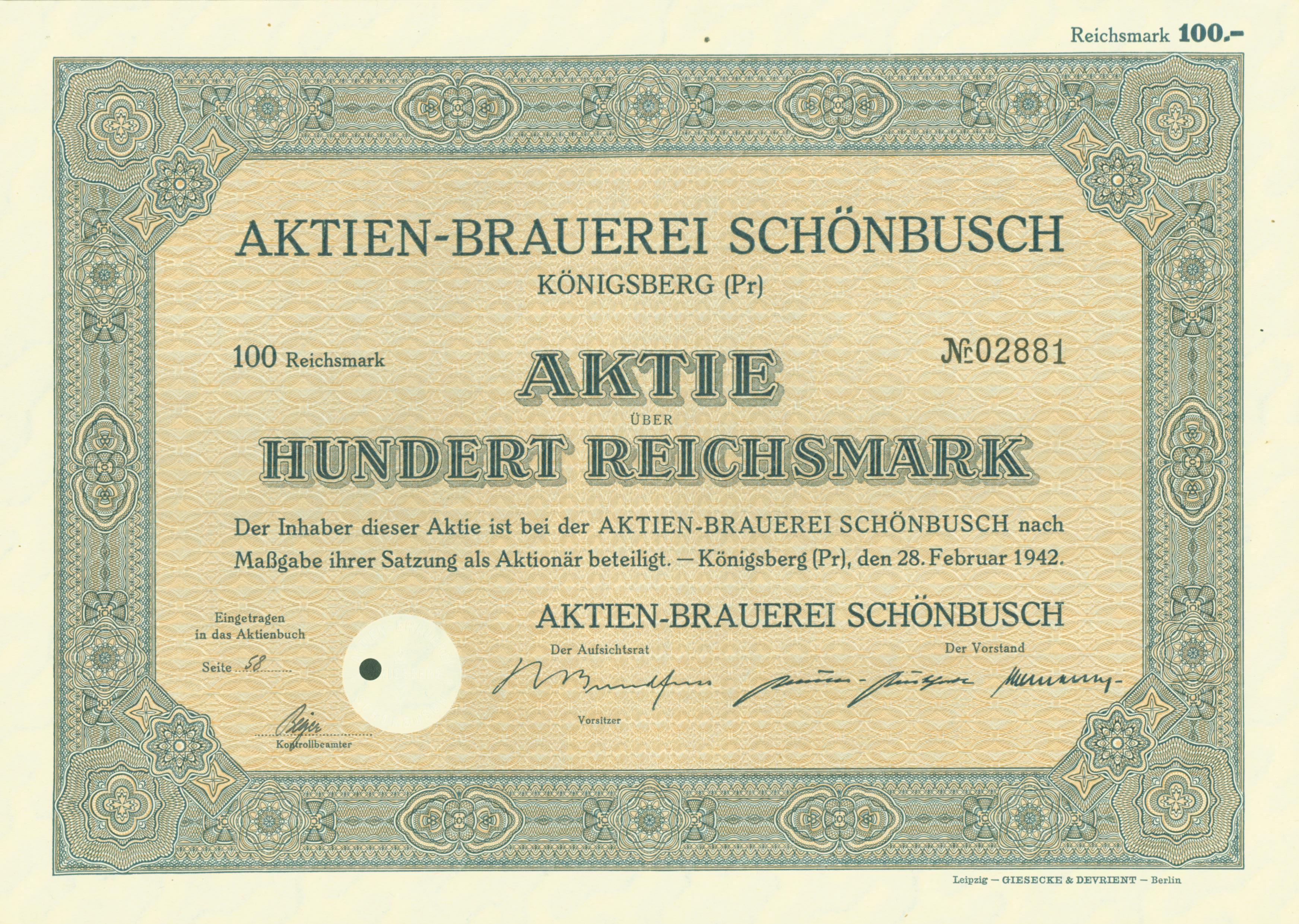
Aktie über 100 RM der Aktien-Brauerei Schönbusch vom 28. Februar 1942

Für das untergärige Brauverfahren war Eis unabdingbar. Dies wurde bisher aus Schweden herangeführt. Schifferdecker ließ jedoch vier große Wasseranlagen bauen, wovon noch zwei vorhanden sind: der Sommersee und der Teich am Krankenhaus. Im Jahre 1885 vernichtete ein Großbrand große Teile der Brauerei. Der Wiederaufbau wurde genutzt, um die technischen Anlagen auf den neuesten Stand zu bringen. Die Bierbrauerei war im Besitz der Familie Schifferdecker bis zum Jahre 1929. Im Zweiten Weltkrieg wurde anfänglich die Bierproduktion fortgesetzt, dann stellte man aber die Produktion auf Mineralwasser um. Am 28. Februar 1942 wurde die Brauerei in zwei Aktiengesellschaften umgewandelt: Der Brauerei Ponarth und der Brauerei Schönbusch. 
Nach dem Krieg stand der Betrieb lange still und die Gebäude verfielen. Dann wurde in der Brauerei das „Kaliningrader Bierkombinat Nr. 2“ eingerichtet, produziert wurde bis 1995 aber nur Malz und Kwas. 2016 kaufte ein westdeutscher Investor der Familie Schifferdecker die gesamte Industrieanlage, die unter Denkmalschutz steht und die er, dank der Förderung aus dem staatlichen Programm, sanierte.